# Gabriel Ramanantsoa

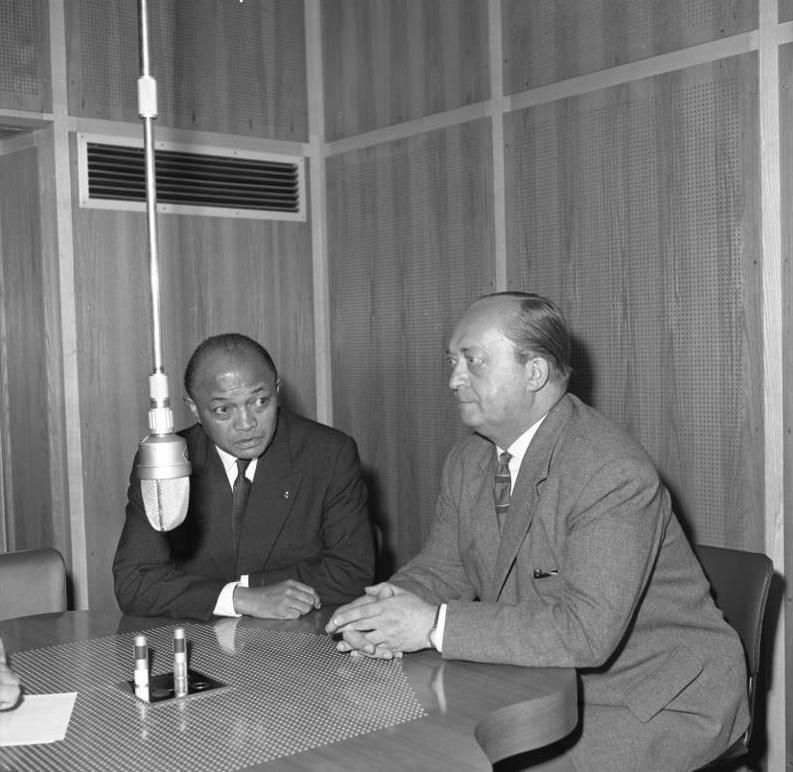
Gabriel Ramanantsoa (links)

Gabriel Ramanantsoa (* 13. April 1906 in Antananarivo; † 9. Mai 1979 in Paris) war zwischen 1972 und 1975 Präsident und gleichzeitig Premierminister von Madagaskar.
Er war Absolvent der französischen Militärakademie Saint-Cyr und kämpfte für Frankreich im Zweiten Weltkrieg in Indochina. Im Jahr der madagassischen Unabhängigkeit, 1960, kehrte er in seine Heimat zurück. Vom 11. Oktober 1972 bis zum 5. Februar 1975 war er Präsident Madagaskars und vom 18. Mai 1972 bis zum 5. Februar 1975 Premierminister Madagaskars.